# 9960 Секіне
9960 Секіне (9960 Sekine) — астероїд головного поясу, відкритий 4 листопада 1991 року.
Тіссеранів параметр щодо Юпітера — 3,640.
Названо на честь Секіне (яп. せきね(関根) секіне).